# Surrèntum
Surrèntum (en llatí: Surrentum, en grec antic: Συρρεντόν o Σούρεντον), moderna Sorrento, va ser una ciutat de la costa de Campània a la badia o golf de Nàpols, no lluny del promontori anomenat Minervae Promontorium ('Promontori de Minerva'), que forma el límit sud de la badia.
El seu nom apareix després de la conquesta romana de Campània. La tradició diu que va ser fundada pels grecs i és possible que fos una colònia de Cumes. Estrabó l'esmenta com a ciutat dels campanis. El Liber Coloniarum diu que el territori i potser la mateixa ciutat era consagrat a la deessa Minerva i que aquesta tenia un temple molt famós al promontori del seu nom.
Va rebre una colònia parcial sota August però no va adquirir el rang colonial i les inscripcions demostren que va ser un municipi ordinari. En parlen tots els geògrafs (Estrabó, Plini el Vell, Pomponi Mela, Claudi Ptolemeu...), però va tenir poc protagonisme a la història. Els romans rics hi van construir vil·les pel seu bon clima i pels seus paisatges, entre ells Pollius Felix, amic de Estaci, una casa que el poeta menciona en diversos poemes. Pòstum Agripa va ser desterrat a la ciutat per August abans de ser enviat a Planàsia.
La fama de Surrentum li ve pel seu vi, que era el principal producte i tenia molt bona reputació, però Tiberi deia que la fama la devia als metges, que el recomanaven a malalts, i que no era millor que el vinagre. El vi es deixava envellir 25 anys. Marc Valeri Marcial diu que la ciutat destacava també per la seva terrissa. La ciutat estava envoltada de petits turons (Surrentini colles, diu Ovidi) on hi havien plantades les vinyes i que la separaven del golf de Posidònia.
A la ciutat hi havia un famós santuari dedicat a les Sirenes (Surrentum podria derivar el nom de Sirene). Les illes de les Sirenes (Sirenusae Insulae) són les modernes Li Galli.
En queden força ruïnes però no de molt interès, consistents en restes d'edificis, entre ells el temple d'Hèrcules i el de Neptú, dels que se'n coneix el nom només perquè els menciona Estaci, i una piscina o cisterna de grans dimensions.